# Lubomír Vrtek
Lubomír Vrtek (14. července 1960 – 5. srpna 2015) byl český jezdec, věnující se disciplíně jezdecká všestrannost. Byl několikanásobným mistrem republiky.

## Kariéra
Na koni začal jezdit ve věku 12 let v Šumperku a závodnímu se věnoval od svých 17 let. Po absolvování základní vojenské služby se stal členem jezdeckého klubu v Horních Heřmanicích.
Byl trojnásobným mistrem republiky v seniorské kategorii, v letech 2007 a 2009 vyhrál s Dallasem, třetí titul pak získal s koněm Diráno 1 v roce 2013. V jiných letech ale měl i smůlu, zejména v roce 2011, kdy s koněm Davos 1 jasně vedl po dvou dnech, ale v závěrečném parkuru po kolizi na čtvrté překážce ze sedla vypadl a byl vyloučen.
Přestože dlouhé roky patřil mezi elitu, další domácí prestižní soutěž Zlatou podkovu v Humpolci vyhrál poprvé až v roce 2013, rovněž s Diránem a souběžně se svým posledním mistrovským titulem. Hned o rok později titul ve Zlaté podkově obhájil. Ve finálových podnicích Zlaté podkovy absolvoval na tři desítky startů.
Povoláním byl pedagogem na zemědělské škole v Horních Heřmanicích, která na konci jeho života byla pracovištěm Střední školy gastronomie a farmářství v Jeseníku. Všestrannosti se věnuje také jeho bratr Stanislav Vrtek a jeho synové Lubomír a Antonín Vrtek.
Na přelomu července a srpna 2015 se zúčastnil mistrovství republiky družstev. V terénní zkoušce 1. srpna spadl z Dirána a vážně se zranil. Navzdory poskytnutí okamžité první pomoci a věnované odborné péči dne 5. srpna v Pardubické nemocnici zemřel.
Byl ženatý, měl čtyři syny.